# Жак Лакан
Жак Мари Емил Лакан (фр. Jacques Marie Émile Lacan; Париз, 13. април 1901 — Париз, 9. септембар 1981) био је француски психоаналитичар и психијатар који се између осталог сматрао „најконтроверзнијим психоаналитичарем после Фројда”. Држећи годишње семинаре у Паризу од 1953. до 1981, Лакан је утицао на многе водеће француске интелектуалце у периоду између 1960. и 1970, посебно на оне повезане са постструктурализмом. Његове идеје имале су значајан утицај на критичку теорију, теорије књижевности, француску филозофију 20. века, социологију, феминистичку теорију, теорију филма и клиничку психоанализу.

## Биографија

### Детињство и младост
Жак Лакан је рођен у Паризу, 13. априла 1901, као најстарији син од троје деце Емилије и Алфреда Лакана. Његов отац био је успешан продавац сапуна и уља. Његова мајка била је посвећени католик, а његов млађи брат отишао је у манастир 1929. У Паризу се образовао на приватном језуитском Колеџу Станислас (Le College Stanislas de Paris), а након бакалауреата студирао је медицину. Током раних 1920-их година, Лакан је присуствовао десно оријентисаним политичким скуповима Француске акције према којима ће касније бити веома критичан, где се упознао са оснивачем Шарлом Морасом. До средине 1920-их, Лакан је постао незадовољан религијом и постао је атеиста. Око овог питања се разишао се са својом породицом, која је предано неговала католичку традицију.
Године 1920, пошто га је војска одбила јер је био премршав за војну службу, отишао је у медицинску школу. 1926. и 1927. радио је прво као стажиста у Специјалној болничкој служби за психијатријске болеснике у болници „Света Ана” (Saint Ana) у Паризу у којој је ординацију имао психијатар Гаетан Анри Алфред Едуар Леон Мари Гасјен де Клерамбо (1872—1934) који је на Лакана оставио снажан утисак. Свој „улазак у психоанализу” Лакан је углавном приписивао утицају који је на њега извршио Де Клерамбо кога је сматрао својим „јединим учитељем у области психијатрије”.

### 1930те
Лакан се специјализовао у домену психијатрије, постао је лиценцирани форензички психијатар, 1932. стекао је назив доктора наука одбранивши докторску дисертацију из психијатрије под насловом „О параноичној психози и њеном односу према личности” („De la psychose paranoiaque dans ses rapports avec la personalite”). Због свеобухватности и продубљености садржаја докторске тезе, а нарочито због анализе случаја пацијенткиње Еме (Aimee), Лаканово дело одмах 1933. су поздравили и високо ценили надреалистички уметници. Међутим, психоаналитичари су то дело игнорисали и она је имала ограничен успех (ипак, четири деценије касније она ће бити врло читана и славна). Паралелно, Лакан је био посебно заинтересован за филозофију Карла Јасперса и Мартина Хајдегера и похађао је 1939. семинар „Како читати Хегела” (посвећен разумевању Хегелове Феноменологије духа) који је Александар Кожев држао на „Ecole Pratique des Hautes Etudes”. У јануару 1934. венчао се Мари-Луиз Блонден (Marie-Louise Blondin). Лакан је био подвргнут „дидактичкој” тренинг психоанализи код Рудолфа Левештајна (Rudolph Loewenstein), која је трајала шест и по година и завршила се 1938. неуспехом.
Од 1937. до 1940. добио је с Мари-Луиз троје деце, ћерку Каролин (Caroline, 1937—1973), сина Тибоа (Thibaut, рођен 1939) и Сибил (Sybille, рођена 1940). Постао је члан Париског психоаналитичког друштва.
У 1936. години, Лакан је представио свој први аналитички извештај на конгресу Међународне психоаналитичке асоцијације у Маријенбаду на тему „Огледало” фазе. Председник конгреса, Ернест Џонс, прекинуо је предавање пре његовог закључења, јер није био вољан да продужи Лаканово време презентације. Увређен, Лакан је напустио конгрес и отишао да присуствује Олимпијским играма у Берлину. Није преостала ниједна копија оригиналног предавања.
Лакан је био активан интелектуалац из међуратног периода, повезан са Андре Бретоном, Жоржом Батајом, Салвадором Далијем, Паблом Пикасом и сл. „Лаканов интерес за надреализам претходио је његовом интересовању за психоанализу”, објашњава Дилан Еванс, спекулишући да „Лакан можда никада није напустио своје ране надреалистичке симпатије, свој неоромантични поглед на лудило као врсту 'конвулзивне лепоте', своју прославу ирационалности, и њено непријатељство према научнику који убија природу тако што је сецира.

### 1940те
Психоаналитичко друштво Париза (Société Psychanalytique de Paris) расформирано је због окупације Француске од стране нацистичке Немачке 1940. године. Лакан је потом позван да служи у француској војсци у Вал-де-Грац (Val-de-Grace), војној болници у Петом париском арондисману, где је провео све време трајања рата. Његово треће дете, Сибила, рођена је 1940-е. Током немачке окупације не учествује ни у каквим јавним активностима и прима само приватне пацијенте. Од своје прве супруге Мари-Луиз Блонден Лакан се развео у децембру 1941.
После рата, Психоаналитичко друштво Париза обнавља деловање, поново одржава своје састанке. Лакан са Сашом Нахтом (Sacha Nacht) и Данијелом Лагашем (Daniel Lagache) је задужен за дидактичке анализе и контролне анализе (познате и као „анализе рада кандидата за психоаналитичара које се врше под супервизијом одређеног аналитичара-дидактичара” и игра важну улогу и у теоријском и у институционалном смислу. Лакан одлази у петонедељну студијску посету Енглеској где се састао са енглеским аналитичарима Вилфред Бионом и Џон Рикманом. Бионов аналитички рад са групама утицао је на Лакана који је касније посебно акцентовао значај група као структура унутар којих напредује теоријски рад у психоанализи. Године 1949. Лакан је представио нови рад о „фази огледала” на шеснаестом конгресу ИПА у Цириху.

### 1950те
У 1951. години, Лакан је почео да држи приватне недељне семинаре у Паризу, током којих је позивао на, како је говорио, „повратак Фројду”, и концентрисање на језичку природу психолошке симптоматологије. Постајући јавни 1953. године, Лаканови семинари постали су веома утицајни у париском културном животу, као и у психоаналитичкој теорији и клиничкој пракси. Међутим, у Психоаналитичком друштву Париза почиње да се поставља питање Лаканове психоаналитичке праксе, посебно његових кратких сеанси насупрот уобичајеном, установљеном једночасовном трајању психоаналитичке сеансе. (Лакан је установио психоаналитичку праксу са сеансама променљивог трајања, завршавајући када је сматрао за сходно, чак и после свега неколико минута).
У јануару 1953. године, Лакан је изабран за председника Психоаналитичког друштва Париза, шест месеци потом он је поднео оставку након неслагања око променљиве дужине сеансе, Лакан и многе његове колеге (Данијел Лагаш, Франсоаз Долто (Francoise Dolto) и Жилијет Фаве-Бутоније (Juliette Favez-Boutonier), међу осталима) напустили су Париско психоаналитичко друштво како би формирали новоосновано „Француско психоаналитичко друштво” („Société Française de Psychanalyse”Société”) (СФП). Последица тога била је лишавање ове групе чланства у оквиру Међународног психоаналитичког удружења. На Конгресу одржаном 26. и 27. септембра 1953. у „Институт за психологију Универзитета у Риму” („Instituto psicologia della Universita di Roma”) Лакан је одржао предавање (познато као „Римски говор”) „Функција и поље говора и језика у психоанализи” („Fonction et champ de la parole et du langage en psychanalyse”). Лакан је 17. јула 1953. склопио брак са Силвијом Маклес (Sylvia Makles). (Силвија М. била је бивша супруга Жоржа Батаја од кога се она развела у августу 1946. године.) Још док је био у браку с Мари-Луиз Блонден, из његове изванбрачне везе са Силвијом Маклес-Батај, Лакан је 3. јула 1941. добио кћерку Жидит (Judith). (Жидит је у књигу рођених уписана под презименом Батај, а презиме свог биолошког оца, Лакан, могла је да узме тек 1964. године.) Почев од јесени 1953. године Лакан је (током десет десет наредних година, два пута месечно) држао своје семинаре у болници „Света Ана” на којима је представљао историје случајева његових пацијената. Охрабрен пријемом његове идеје о „повратку Фројду” и његовим извештајем Функција и поље говора и језика у психоанализи, Лакан је почео да поново чита Фројдове радове у релацији са савременом филозофијом, лингвистиком, етнологијом, биологијом, и топологијом. Током овог периода од 1953. до 1964. написао је кључне студије изложене у текстовима који се налазе у збирци „Списи” (Écrits), која је први пут објављена 1966. године. У првих десет семинара бави се разматрањем темељних теорија и схватања о техници психоанализе, детаљним излагањем суштинских појмова психоанализе и разрадом њене етике. Током тог периода Лакан пише на основу семинара које држи, конференција на којима учествује и обраћања на различитим колоквијумима.
У раду Етика психоанализе (1959—60)., Лакан дефинише етичке темеље психоанализе и предлаже „Етику за наше време” - која ће, по речима Фројда, доказати да је једнака трагедији савременог човека и „незадовољству цивилизације." У корену етике је жеља: једино обећање психоанализе је улаз-у--Ја (непреводива игра речи на француском). „Морам доћи до места где је Ид," где анализант открива, у апсолутној разголићености, истинито порекло своје жеље. Крај психоанализе подразумева „пречишћавање жеље." Овај текст формира основе Лакановог рада у наредним годинама.
Он је бранио три тврдње: да психоанализа мора имати научни статус, да су фројдовске идеје радикално промениле концепт субјекта, знања, и жеље, и да је аналитичко поље једино место из којег је могуће довести у питање недостатке науке и филозофије.
Његови семинари привлачили су многе познате личности (добро је познат пример када је Жан Иполит (Jean Hyppolite), током првог семинара, анализирао Фројдов текст „Негација”, (написан у јулу 1925. и објављен те године). Лаканове семинаре су посећивали, између осталих, Александр Коаре (Alexandre Koyre), Клод Леви-Строс, Морис Мерло-Понти (Maurice Merleay-Ponty), етнолог и антрополог Марсел Гриол (Marcel Griaule), семиотичар и лингвиста Емил Бенвенист.

### 1960те
Почевши од 1962. године, почела су озбиљнија преговарања како би се утврдио статус чланова Француског психоаналитичког друштва СФП-а оквиру Међународног психоаналитичког удружења ИПА. Лаканова пракса (са контроверзним дужинама сесија) и његов критички став према психоаналитичкој ортодоксији, довели су до тога да је, у августу 1963., у оквиру Међународног психоаналитичког удружења ИПА постављен услов (ултиматум) да регистрација Француског психоаналитичког друштва СФП-а зависи од уклањања Лакана са листе Француског психоаналитичког друштва СФП са крајњим роком до 31. октобра 1963. да Жак Лакан мора бити разрешен својих дидактичких делатности, то јест да му мора бити укинуто право да образује психоаналитичаре. Две седмице пре истека крајњег рока који је поставило Међународно психоаналитичко удружење, одбор аналитичара-дидактичара Француског психоаналитичког друштва одустао је од до тада свог храброг става који је заузео 1962. и изјаснио се у прилог забрани: и Лакан више није један од аналитичара-дидактичара. Лакану су ефективно одузета права да спроводи аналитички тренинг и на тај начин је био ограничен у погледу формирања своје институције где би примао кандидате који су желели да наставе своје анализе са њим. Наредне године, 1964. Лакановци формирају Психоаналитичку студијску групу коју организује Жан Клаврел (Jean Clavreul), пре него што је Лакан званично основао Француску школу психоанализе.
Коначно, то је и учинио, 21. јуна 1964., створивши тим путем Фројдијанску школу у Паризу (École Freudienne de Paris-ЕФП) где је наставио рад са многим значајним представницима „треће генерације” психоаналитичара: међу којима су били и Мод Октав Мањони, Серж Леклер ... и Жан Клаврел.
Уз подршку Леви-Строса и Алтисера, Лакан је именован за предавача (доцента) на École Pratique des Hautes Etudes. Своја предавања почео је новим семинаром „Четири темељна појма психоанализе” у јануару 1964. године на Вишој нормалној школи („Ecole Normale Superieure”). Семинар су похађали аналитичари и млади студенти филозофије на „Ecole Normale Superieure”, посебно Жак-Ален Милер (Jacques-Allain Miller).
Године 1966. изашла је публикација Лаканови скупљени „Списи”, (Écrits), са индексом појмова који је саставио Жак-Алан Милер, штампана је у престижној издавачкој кући Éditions du Seuil, што је учинило да „Списи ” (Écrits) дођу и до много шире публике и подигну Лаканов углед у широј јавности. Успех публикације донело је и накнадно двотомно издање 1969. године. Књига је у огромној мери скренула пажњу на Париску фројдовску школу, значајно и неочекивано је побудила интерес и код публике која није припадала у интелектуалну елиту.
До 1960-их, Лакан је, у очима јавности, повезиван, са крајњом левицом у Француској. Године 1967. Лакан је изложио „Оснивачки акт” („Acte de Fondation”) Париске фројдовске школе. Новина „Акта” састоји се у процедури пролаза-проласка-прелаза („passe”). Passe се састоји од сведочења које, о самоискуству као (бившег) анализанта а посебно о оном кључном тренутку властитог прелаза с позиције анализанта на позицију аналитичара, „особа која је прошла кроз анализу” passant - и која је у улози кандидата за звање аналитичара Школе - излаже у присуству двоје сведока (који се у процедури „пролаза” називају passeurs) које бирају њихови аналитичари (обично су то аналитичари Париске фројдовске школе).
У мају 1968, Лакан је изразио симпатије и подршку за студентске протесте. Последично његови следбеници, отворили су Одељење за психологију на Универзитету у Венсену. Међутим, Лаканови недвосмислен коментари револуционарних идеала у политици (1971), повући ће оштру линију између деловања неких од његових следбеника и његовог личног стила „побуне”.
Године 1969, Лакан је преселио своје јавне семинаре на Faculté de Droit (Пантеон) где је наставио са предавањем аналитичке теорије и са психоаналитичком праксом до распада његове школе 1980-е.

### 1970те
Током последње деценије свог живота, Лакан је наставио да држи своје нашироко прихваћене семинаре. Током овог периода, он је развио свој концепт мушког и женског jouissance-а и ставио јачи нагласак на концепт „Реалног” као тачку немогуће противречности у „Симболичком поретку”. Лакан је наставио да црпи сазнања из широког спектра дисциплина, блиско сарађујући са Франсоа Ченгом на класичној кинеској књижевности и на животу и раду Џејмса Џојса са Жаком Обертом. Овај касни рад имао је највећи утицај на феминистичку мисао, као и на неформални покрет који је настао 1970-е или 1980-е под називом постмодернизам. У међувремену расте успех његовог дела Écrits, који је преведен (у скраћеном облику) на немачки и енглески језик. Држао је предавања 1975., на Јејлу, Колумбији и МИТ-у.

### Последње године
Погоршање Лакановог здравља отежало му је да испуни захтеве и стандарде Семинара који су до тад трајали педесет година, па ипак његово учење настављено је и у првим годинама осамдесетих. После распадања његове школе, ЕФП, у јануару 1980-е. Лакан одлази у Каракас да би основао Freudian Field Institute 12. јула.
Каракас је требало да буде последња Лаканова јавна адреса. Његови последњи текстови из пролећа 1981. су кратки институционални документи који се односе на новоформирани институт у Каракасу.
Жак Лакан је преминуо у Паризу 9. септембра 1981.

## Главни концепти
Лаканов „повратак Фројду” подразумева обновљено интересовање за оригиналне текстове Фројда, и укључује радикалну критику Его психологије. Овде је покушао „да се врати појму релације према објекту. Кроз њу знамо функцију имагинарног примордијалног оквира који формира imago тела мајке. Док појам транзиционог објекта који је увео Д. В. Винкот, представља кључну тачку за објашњење генезе фетишизма. Ипак, Лакан је систематски испитивао оне психоаналитичке правце развоја у периоду од 1930-е до 1970-е, који су се све више и скоро искључиво усредсређивали на испитивање раних односа детета са мајком-пре-едиповска мајка. Отуда Лаканово поновно читање Фројда формира основну концептуалну полазну тачку у креирању адекватне опозиционе стратегије, оваквим усмерењима.
Лакан је мислио да Фројдове идеје „говорних омашки”, шала, и тумачења снова све заједно, наглашавају агенцију језика у субјективним конструкцијама. У In The Agency of the Letter in the Unconscious, or Reason Since Freud, он претпоставља да " је несвесно структуирано као језик." Несвесно није примитиван или архетипски део ума одвојен од свесног, језичког Ега, објашњава Лакан, већ формација сложене и софистициране структуре подједнако као и сама свест. Једна од последица несвесног структурираног попут језика јесте да се сопству негира било каква референтна тачка којој би се могло „вратити” након трауме или кризе идентитета.
Андре Грин приговорио је да „ако сте прочитали Фројда, очигледно је да овај предлог не функционише, јер Фројд врло јасно контрастира несвесно (за које каже да се састоји само од репрезентација ствари и ничег другог) пред-свесном. Оно што се односи на језик, отуда, може припадати само пред-свесном Фројд је свакако супротстављао представе речи и представе ствари...у његовој метапсихологији, несвесна представа је представа ствари по себи. Гринова критика Лакана отишла је још даље са оптужбама за интелектуално непоштење- "[Он] је варао свакога ... повратак Фројду је био изговор, то само значи ићи путем Лакана."

### Фаза огледала
Први званични допринос Лакана психоанализи је концепт огледало-фазе, које је описао као „форматирање функције Ја, препознате у психоаналитичком искуству." До раних 1950-их, он је почео да посматра огледало-фазу као нешто више од тренутка у животу детета, већ као формирање дела сталне структуре субјективности. У „имагинарном поретку," властита слика трајно хвата и плени субјекат. Лакан објашњава „фаза огледала представља феномен којем сам доделио двоструку вредност На првом месту, она има историјску вредност, јер обележава одлучујућу прекретницу у менталном развоју детета. На другом месту, она симболизује суштински либидинални однос са представом тела.
Како је овај концепт развијан даље, акценат је прешао са његове историјске вредности на његову структуралну вредност. У свом четвртом семинару, "La relation d'objet," Лакан каже да је „фаза огледала далеко од пуког феномена који се јавља у развоју детета. Она илуструје конфликтну природу двојног односа."
Фаза огледала описује формирање Ега путем процеса објективизације, јер је Его резултат сукоба између нечијег доживљеног визуелног изгледа и нечијег емотивног искуства. Ова идентификација је оно што је Лакан назвао отуђењем. Са шест месеци, беба још увек нема физичку координацију. Дете је у стању да препознаје себе у огледалу пре остваривања контроле над својим телесним покретима. Дете види своју слику у целини и синтеза ове слике производи осећај који је у контрасту са недостатком координације тела, који се доживљава као фрагментирано тело. Дете доживљава овај контраст у почетку као ривалство са својом сликом, јер целовитост слике прети дететовој фрагментираности-чиме фаза огледала доводи до агресивне напетост између субјекта и слике. Да би се решио ова агресивна напетост, дете се идентификује са сликом: ова примарна идентификација формира Его. Лакан схвата овај тренутак идентификације као тренутак славља, јер то доводи до имагинарног осећаја господарења, овладавања, када дете пореди своје несигурне осећаје овладавања са омнипотенцијом мајке, депресивна реакција може пратити иницијалну раздраганост.
Лакан назива спекуларну слику „ортопедском," јер то води дете ка антиципацији превазилажења свог „специфичног прераног рођења. „Визија тела као интегрисане целине у противставу са дететовим стварним искуством моторне неспособности и доживљаја тела као фрагментираног, изазива кретање од „инсуфицијенције ка ишчекивању-антиципирању." Другим речима, слика у огледалу иницира и онда потпомаже, попут штака, процес формирања интегрисаног осећаја сопства.
У фази огледала „неспоразум” (méconnaissance) представља Его (moi). Ја постаје отуђено од себе кроз увођење имагинарне димензије субјекта. Фаза огледала такође има значајну симболичку димензију, због присуства лика, фигуре одраслог који носи бебу. Пошто дете преузима рефлектовану слику као властиту, оно потом окреће главу ка одраслој особи, која представља велико Друго, призивајући одраслог да ратификује ову слику.

### Друго/друго
Док Фројд користи термин „друго”, позивајући се на der Andere (друго лице) и das Andere (другост), под утицајем Александра Кожева, Лаканова употреба термина ближа је Хегеловој.
Лакан је често користио алгебарску симболику за своје концепте:. Велико „Друго” је одређено са „А” (за француски аутре), а мало друго је одредио са „а” (француски аутре). Он тврди да је свесно препознавање ове разлике фундаментално за аналитичку праксу: аналитичар мора бити свестан разлика између А и а, како би могао да се замисли на месту Другог, а не другог.
То објашњава Дилан Еванс:
1. „Мало друго је друго које није у ствари друго, већ је одраз и пројекција Ега. То је дупликат, слика у огледалу. Мало друго је стога потпуно уписано у имагинарном поретку.
2. Велико Друго означава радикалну другост, која превазилази илузорну другост имагинарног поретка, јер не може бити асимиловано кроз идентификацију. Лакан изједначава ову радикалну другост са језиком и законом, а самим тим велико Друго је уписано у симболички поредак. Заиста, велико Друго је симболично утолико што је партикуларно за сваки предмет. Друго је, дакле, истовремено и други предмет, у свом радикалној другости и јединствености, а такође и симболички поредак који посредује у вези са тим другим субјектом.[32]

"Друго се пре свега мора узети у обзир као локус," пише Лакан, „локус у коме је конституисан говор”. Можемо говорити о Другом, као о предмет у секундарном смислу тек онда када субјект заузима ову позицију и тиме отелотворује Друго за другог субјекта.
Тврдећи да говор не потиче ни из Ега нити из субјекта већ из Другог, Лакан наглашава да се говор и језик налазе ван свесне контроле субјекта. Они долазе из другог места, изван свести-"несвесно је отуда дискурс Другог”. Када конципира Друго као место, Лакан се ослања на Фројдов појам психичког локалитета у којем је несвесно описано као „друга сцена”.
"Мајка је та која прва заузима положај великог Другог за дете," Дилан Еванс објашњава, „она је та која прима дететове примитивне крике и ретроактивно их санкционише формирајући притом посебне поруке”. Кастрациони комплекс формира се онда када дете открива да ово Друго није комплетно јер постоји "Недостатак (manque)" у Другом. То значи да увек постоји недостајући означитељ из скупа означитеља конституисаног од стране Другог. Лакан илуструје ову непотпуно Друго графички повлачећи линију кроз симбол А; ". Отуда, друго име за непотпуно, кастрирано Друго је „забрањно Друго”.
Феминистички мислиоци су и користили и критиковали Лаканове концепте кастрације и Фалуса. Неке феминисткиње тврде да Лаканова фалоцентрична анализа пружа користан увид у разумевање родних предрасуда и наметнутих улога, док остали феминистички критичари, нарочито Лиз Иригарај, оптужују Лакана за одржавање сексистичких традиција у психоанализи. За Иригараја, Фалус не дефинише једну осу рода својим присуством / одсуством, уместо тога, род има две позитивне осе. Друге феминисткиње, попут Џудит Батлер, Авитал Ронел, Џејн Галоп, тумачили су Лаканов рад као прозор ка новим могућностима у домену феминистичке теорије.

### Три поретка

#### Имагинарни
Имагинарни поредак је поље слика, маште, и преваре. Главне илузије овог поретка су синтеза, аутономија, дуалност, и сличност. Лакан сматра да однос који се створио у фази огледала између Ега и рефлектоване слике значи да су Его и Имагинарни поредак места радикалног отуђења: " Отуђење је конститутиван део имагинарног поретка”. Овај однос је такође нарцисоидан.
У четири основна концепта психоанализе, Лакан тврди да Симболички поредак структуира визуелно поље Имагинарног поретка, што значи да он подразумева језичку димензију. Ако је означитељ темељ Симболичког поретка, означено и значење су део имагинарног поретка. Језик има Симболичке и Имагинарне конотације-у свом Имагинарном аспекту, језику је „језички зид” која обрће и искривљује дискурс Другог. С друге стране, Имагинарно је укорењено у односима субјекта са сопственом сликом тела. У делу Fetishism: the Symbolic, the Imaginary and the Real, Лакан тврди да се на сексуалном плану имагинарно појављује као сексуални дисплеј.
У мери у којој је идентификација са аналитичарем циљ анализе, Лакан је оптужио велике психоаналитичке школе за свођење праксе психоанализе до реда Имагинарног Уместо тога, Лакан предлаже коришћење Симболичког за ослобађање од онемогућавајућих фиксација Имагинарног -аналитичар претвара слике у речи. „Употреба Симболичког," тврдио је он, „је једини начин да аналитичку процес пређе раван идентификације."

#### Симболички поредак
У свом Семинару, "La relation d'objet”. Лакан је тврдио да су појмови „закона” и „структура” незамисливи без језика-чиме је Симболичко језичка димензија. Овај поредак није еквивалент језику, пошто језик подразумева Имагинарно и Реално подједнако. Димензија одговарајућа језику у Симболичном јесте означитељ-то јест, димензија у којој елементи немају позитивно постојање, већ се оно конституише на бази њихових међусобних разлика.
Симболичко је такође поље радикалне Другости-то јест, друго. Несвесно је дискурс ове Другости. То је област Закона који регулише жељу у оквиру Едиповог комплекса. Симболичко је уз то и домен културе насупрот Имагинарном поретку природе. Подједнако важни елементи у Симболичком, јесу концепти смрти и недостатка (manque) који учествују у стварању принципа задовољства, регулатора удаљености од Ствари ("das Ding an sich") и нагона смрти који иде „изван принципа задовољства путем понављања”. „Нагон смрти је само маска Симболичког поретка "
Радећи на нивоу симболичког поретка, аналитичар је у стању да произведе промене у субјективној позицији анализанта. Ове промене ће произвести имагинарне ефекте јер је Имагинарно организовано и структуирано од стране Симболичког.

#### Поредак реалног
Лаканов концепт реалног датира 1936. и његове докторске тезе о психози. То је термин који је био популаран у то време, нарочито са Емилом Мејерсоном, који се према истом односио као „онтолошки апсолутном, истинским бићем по себи”. Лакан се вратио на тему Реалног 1953. године и наставио је да га развија све до своје смрти. Реално, за Лакана, није синоним за реалност. Не само што је супротно Имагинарном, Реално је такође спољашње у односу на Симболично. За разлику од Симболичког, које се конституише у смислу супротности (тј. присуство/одсуство), „не постоји одсуство у сфери Реалног." Док Симболичка опозиција „присуство/одсуство” подразумева могућност да нешто можда недостаје у Симболичком, „Реално је увек на свом месту." Ако је Симболичко скуп диференцираних елемената (означитеља), Реално је неиздиференцирано-те не носи у себи никакву пукотину. Симболичко уводи „рез у реално” у процесу означивања: „То је свет речи који ствара свет ствари-ствари првобитно конфузних. Реално је оно што је изван језика и што се опире апсолутној симболизацији. У оквиру једног од својих семинара Лакан дефинише Реално ка „немогуће” јер га је немогуће замислити, немогуће га је интегрисати у Симболичко, и немогуће постићи. То је тај отпор симболизацији који Реалном даје трауматичан квалитет. Коначно, Реално је предмет анксиозности, јер му недостаје адекватно и могуће посредовање и „суштински је објекат који више није објекат, нешто са чиме суочене све речи и све категорије заказују, предмет анксиозности par excellence. "

### Жеља
Лаканова концепција жеље је централна у његовим теоријама и прати Фројдов концепт Wunsch. Циљ психоанализе јесте да води анализанта ка томе да открије истину о пореклу своје жеље, али то је могуће само ако је то жеља артикулисана. Лакан је написао да ако је „само једном формулисана, именована у присуству Другог, развија се жеља у пуном смислу те речи. " Ово именовање жеља” није питање признавања нечега што је дато, већ се кроз процес именовања ствара, рађа, ново присуство у свету. " Психоанализа учи пацијента да пренесе” жељу у постојање. " Истина о жељи је некако увек присутна у дискурсу, мада дискурс никада није у стању да артикулише целу истину о жељи-кад год дискурс покушава да артикулише жељу, увек постоји остатак или вишак.
У „Значења фалуса," Лакан разликује жељу из потребе и захтева. Потреба је биолошки инстинкт који је артикулисан у захтеву, а ипак захтев има двоструку функцију: с једне стране, он артикулише потребу, а са друге, делује као захтев за љубављу. Чак и након што је потреба артикулисана у захтеву задовољена, захтев за љубављу остаје незадовољен. Овај остатак је жеља. За Лакана, „жеља није ни апетит за задовољство, нити захтев љубави, већ разлика која произилази из одузимања првог од другог." Лакан додаје да је „жеља почиње да се обликује на маргини у којој захтев постаје одвојен од потребе." Отуда жеља никада не може бити задовољена, или како Славој Жижек каже, "raison d etre жеље није да оствари свој циљ, да пронађе пуну сатисфакцију, већ да се репродукује као жеља."
Такође је важно да се направи разлика између жеље и нагона. Нагони су парцијалне манифестације јединствене силе зване жеља Лаканов концепт "objet petit a" је објекат жеље, иако овај објекат није оно према чему жеља тежи, већ узрок жеље. Жеља није однос према објекту, већ однос према недостатку (manque).

### Нагони
Лакан задржава Фројдову дистинкцију између нагона и инстинкта. Нагони се разликују од биолошких потреба, јер они никада не могу бити задовољени и не циљају на објекат већ круже стално око њега. Прави извор jouissance је понављање покрета овог затвореног круга. Лакан поставља нагоне истовремено и као јединице културне и симболичке конструкције - отуда „нагон није нешто дато, нешто архаично, исконски." Он садржи четири елемента нагона дефинисаних од стране Фројда (притисак, крај, предмет и извор) у својој теорији: Нагон потиче из ерогене зоне, кружи око објекта, и враћа се у Ерогену зону. три граматичка гласа структуирају ово коло:
1. активни глас (видети)
2. рефлексиван глас (видети себе)
3. пасив (бити виђен)

Активни и рефлексивни гласови су аутоеротски – недостаје им тема. Само када нагон заврши свој пун круг са пасивним гласом појављује се нови предмет. Упркос томе што је” пасиван " глас, нагон је у суштини активан : " да се успостави виђеност ", а не само” да се буде виђен. " Коло погона је једини начин за појединца да трансгресира принцип задовољства.
Лакан идентификује четири делимичне нагона:
1. орални нагон (ерогене зоне су усне, делимични објекат дојке ),
2. анални нагон (ануса и фекалије)
3. Скопски нагон (очи и поглед)
4. Призивајући нагон (уши и глас)

Прва два се односе на захтев а последње две на жељу. Ако су нагони уско повезани са жељом, они су парцијални аспекти у којима се реализују жеља - жеља је једна и неподељена, док су нагони њене парцијалне манифестације.

## Критика
Алан Сокал и Жан Брикмонт су критиковали употребу термина из математичких области, као што је топологија (иако без уласка у расправу око чисто психоаналитичког дела његовог рада), оптужујући га за "површну ерудицију" и злоупотребљавања научних концепата које не разуме.
Други критичари одбацили су Лаканов рад генерално. Франсоа Рустанг назвао га је „неповезаним системом псеудонаучних лупетања”, и цитирао је мишљење лингвисте Чомског који сматра да је Лакан „забаван и савршено самосвестан шарлатан”. Бивши лакановски аналитичар, Дилан Еванс, на крају је одбацио лаканизам као теорију и праксу сматрајући да јој недостаје чврста научна основа и да наноси више штете него што помаже пацијентима. Критиковао је и Лаканове следбенике за третирање његових текстова као Светог писма.
Његова врста харизматичног ауторитета повезивана је са многим сукобима, како међу његовим следбеницима, тако и у оквирима аналитичких школа којима је присуствовао. Његов интелектуални стил је такође би предмет многих критика. Еклектичан у погледу коришћења извора, Лакан је оптужен за прикривање своје мисли иза очигледних објашњења преузетих од других. Тако је његов „Повратак на Фројда” истовремено био усмерен и против Фројда.
Боуви је такође предложио да Лакан пати истовремено од љубави према системима и дубоко укорењеног противљења свим облицима система.
Њихове тешкоће је само појачало оно што је Дидијер Анзију описао као неку врсту мамца за задиркивање у Лакановом дискурсу — „фундаменталне истине ће бити откривене... али увек у неком другом тренутку” — аспект који можда потиче од садистичког нарцизма који су феминисткиње посебно добро детектовале у његовој природи.
Али, ако је за многе био нарцисоидан, препуштајући се омнипотентним фантазијама путем својих система мишљења, он сигурно остаје пример онога што Мајкл Макоби назива „продуктивна нарцисоидност” — један од оних који је кроз своје моћи да увуче друге у своје визије коначно променио саме параметре нашег културног света.